# Niskie Jezioro (powiat olsztyński)
Niskie Jezioro (lub Dolnik) – jezioro w Polsce, w województwie warmińsko-mazurskim, w powiecie olsztyńskim, w gminie Olsztynek.

## Położenie i charakterystyka
Jezioro leży na Równinie Olsztynka, natomiast w regionalizacji przyrodniczo-leśnej – w mezoregionie Puszcz Mazurskich, w dorzeczu Marózka–Łyna–Pregoła. Znajduje się około 8 km w kierunku południowo-wschodnim od Olsztynka, nad jego północnymi brzegami leży wieś Świerkocin. Od strony wschodniej wpada ciek wodny łączący akwen z Wysokim Jeziorem, wypływa natomiast na północy, kierując wody do jeziora Staw, a następnie dalej do Jeziora Plusznego Wielkiego.
Zbiornik wodny leży w otoczeniu głównie lasów, na południu również łąk i pól. Brzegi pagórkowate, miejscami płaskie. Dno i ławica przybrzeżna piaszczysto-muliste.
Zbiornik wodny według typologii rybackiej jezior zalicza się do sandaczowych.
Jezioro leży na terenie obwodu rybackiego jeziora Pluszne w zlewni rzeki Łyna – nr 8.
Przed 1950 jezioro nosiło niemiecką nazwę Niski See.

## Morfometria
Według danych Instytutu Rybactwa Śródlądowego powierzchnia zwierciadła wody jeziora wynosi 39,5 ha. Średnia głębokość zbiornika wodnego to 5,8 m, a maksymalna – 18,7 m. Lustro wody znajduje się na wysokości 140,4 m n.p.m. Objętość jeziora wynosi 2295,1 tys. m³. Maksymalna długość jeziora to 1225 m, a szerokość 500 m. Długość linii brzegowej wynosi 3050 m.
Inne dane uzyskano natomiast poprzez planimetrię jeziora na mapach w skali 1:50 000 według Państwowego Układu Współrzędnych 1965, zgodnie z poziomem odniesienia Kronsztadt. Otrzymana w ten sposób powierzchnia zbiornika wodnego to 37,5 ha.

## Przyroda
W skład pogłowia występujących ryb wchodzą m.in. szczupak, sandacz i leszcz. Wśród roślinności przybrzeżnej dominuje trzcina i pałka.
Obszar jeziora leży na terenie specjalnego obszaru ochrony siedlisk w ramach sieci Natura 2000 Ostoja Napiwodzko-Ramucka (PLH280052) o łącznej powierzchni 32 612,78 ha.